# Trifolium vesiculosum
Trifolium vesiculosum é uma espécie anual de planta com flor pertencente à família Fabaceae. Espécie com polinização alogâmica.
O seu nome comum é trevo-vesiculoso.

## Portugal
Trata-se de uma espécie presente em Portugal Continental.
Em termos de naturalidade é nativo na serra do Açor e Trás-os-Montes e introduzido em várias regiões do território nacional.

## Morfologia
Porte ereto, podendo chegar a um metro de altura. Folhas frifolioladas, geralmente alternas.
Floração entre Abril e Junho. Sementes tuberculadas e amareladas, com cerca de 1,5 mm.

## Requisitos ambientais
Desenvolve-se melhor em solos com pH ligeiramente ácido a neutro, solos alcalinos ou sujeitos a encharcamento vão prejudicar ou mesmo impedir o desenvolvimento. Prefere solos arenosos e com baixa retenção de água.
Boa tolerância à escassez hídrica devido ao sistema radical profundo.
Baixo crescimento de outono-inverno, com o pico de crescimento no fim da primavera e início do verão.